# Red Bank (Tennessee)
Red Bank é uma cidade localizada no estado norte-americano de Tennessee, no Condado de Hamilton.

## Demografia
Segundo o censo norte-americano de 2000, a sua população era de 12.418 habitantes.
Em 2006, foi estimada uma população de 11.632, um decréscimo de 786 (-6.3%).

## Geografia
De acordo com o United States Census Bureau tem uma área de
16,7 km², dos quais 16,7 km² cobertos por terra e 0,0 km² cobertos por água.

## Localidades na vizinhança
O diagrama seguinte representa as localidades num raio de 12 km ao redor de Red Bank.